# Пшивідз (гміна)
Гміна Пшивідз (пол. Gmina Przywidz) — сільська гміна у північній Польщі. Належить до Ґданського повіту Поморського воєводства.
Станом на 31 грудня 2011 у гміні проживало 5663 особи.

## Територія
Згідно з даними за 2007 рік площа гміни становила 129.62 км², у тому числі:
- орні землі: 50.00%
- ліси: 42.00%

Таким чином, площа гміни становить 16.34% площі повіту.

## Населення
Станом на 31 грудня 2011:
| Опис     | Загалом | Загалом | Чоловіки | Чоловіки | Жінки | Жінки |
| -------- | ------- | ------- | -------- | -------- | ----- | ----- |
| одиниця  | осіб    | %       | осіб     | %        | осіб  | %     |
| все      | 5663    | 100     | 2917     | 51.51    | 2746  | 48.49 |
| міське   | 0       | 100     | 0        |          | 0     |       |
| сільське | 5663    | 100     | 2917     | 51.51    | 2746  | 48.49 |

## Сусідні гміни
Гміна Пшивідз межує з такими гмінами: Жуково, Кольбуди, Нова Карчма, Скаршеви, Сомоніно, Тромбкі-Вельке.